# Тогонидзе, Екатерина
Екатерина Тогонидзе (груз. ეკატერინე ტოგონიძე, 16 марта 1981, Тбилиси) — грузинский тележурналист и писатель, а также преподаватель и активист по правам инвалидов.

## Биография
Изучала журналистику в Тбилисском  государственном университете им. Иванэ Джавахишвили. Вела программы «Вестник» и «Алиони» на Первом канале Грузинского общественного телевидения.
В 2011 году был издан её дебютный сборник рассказов «Анестезия», открывший новую тему в грузинской литературе — положение в обществе людей с ограниченными возможностями. В каждом рассказе главный герой страдает от боли, от которой пытается найти анестезию, на что и указывает название сборника. «Анестезия» была удостоена грузинской литературной премии «Саба».
Публиковалась в грузинских и иностранных изданиях и журналах, её книги переведены на английский и немецкий языки. Входит в топ-10 современных грузинских писателей по версии издания Sputnik-Грузия. Снималась в короткометражном фильме «Радио Сити» (1991), документальных фильмах «Блеклая тень февраля» (2005) и «Дом счастья» (2008).

## Произведения
- Анестезия (2011, премия «Саба» за лучший дебют)[1]
- Асинхрон (2014, премия «Саба»)[5]
- Другой путь[6][7]
- Послушай меня[6]